# Assaba
Assaba en region i den sydlige del af Mauretanien, og grænser til Mali mod syd. Assaba er inddelt i følgende departementer (moughataa)
| Departementer ("moughataa") | Indbyggertal (2000) | Kommuner (hovedstaden øverst) |
| --------------------------- | ------------------- | --- |
| Barkeiwel                   | 62.238              | - Barkeiwel, 6.303 indbyggere - Guever, 6.303 indbyggere - Lebhir, 5.832 indbyggere - Laweissi, 11.095 indbyggere - Daghveg, 7.058 indbyggere - El Ghabra, 12.763 indbyggere - R'dheidih, 6.315 indbyggere - Boulahrath, 7.711 indbyggere |
| Boumdeid                    | 8.704               | - Boumdeid - Hsey Tin, 1.822 indbyggere - Laftah, 2.271 indbyggere |
| Guerou                      | 31 480              | - Guerou - Oudey Jrid, 4.600 indbyggere - El Ghayra, 5.383 indbyggere - Kamour, 5.908 indbyggere |
| Kankossa                    | 63.064              | - Kankossa - Sani, 8.928 indbyggere - Blajmil, 12.931 indbyggere - Tenaha, 9.255 indbyggere - Hamed, 20.867 indbyggere |
| Kiffa                       | 76.779              | - Kiffa - Nouamlin, 4.075 indbyggere - Aghoratt, 13.758 indbyggere - El Melgue, 10.592 indbyggere - Kouroudjel, 3.771 indbyggere - Legrane, 11.867 indbyggere                                                                             |

## Eksterne kilder og henvisninger
- Statistik for Assaba

- Wikimedia Commons har flere filer relateret til Assaba

16°36′59″N 11°24′16″V / 16.6164°N 11.4044°V
|  | Infoboks uden skabelon Denne artikel har en infoboks dannet af en tabel eller tilsvarende. |